# عائذ (اسم)
عائذ هو اسم علم مذكر من أصل عربي، ومعناه هو اللاجئ المعتصم اللازم، ومنه قولنا «أعوذ بالله» أي التجئ إليهه، مؤنثه عائذة.

## شخصيات تحمل الاسم
- عائذ بن سلمة الأزدي

## وصلات خارجية
- موسوعة السلطان قابوس لأسماء العرب نسخة محفوظة 5 أبريل 2019 على موقع واي باك مشين.